# Isoperla similis
Isoperla similis är en bäcksländeart som först beskrevs av Hagen 1861.  Isoperla similis ingår i släktet Isoperla och familjen rovbäcksländor. Inga underarter finns listade i Catalogue of Life.